# 荻田敏宏
荻田 敏宏（おぎた としひろ、1964年10月15日-  ）は、日本の経営者。ホテルオークラ社長を務めている。

## 来歴・人物
東京都出身。1987年に慶應義塾大学経済学部を卒業し、同年にホテルオークラに入社。
2005年6月に取締役に就任し、2008年5月には社長に昇格。2020年6月にはオークラニッコーホテルマネジメント社長にも就任。